# Оттиньи-Лувен-ла-Нёв
Оттиньи́-Луве́н-ла-Нёв (фр. Ottignies-Louvain-la-Neuve, валлон. Ocgniye-Li Noû Lovén) — коммуна в Валлонии, расположенная в провинции Валлонский Брабант округа Нивель. Принадлежит Французскому сообществу Бельгии. На площади 29,43 км² проживают 29 521 человек (плотность населения — 896 чел./км²), из которых 49,11 % — мужчины и 50,89 % — женщины. Средний годовой доход на душу населения в 2003 году составлял 13 327 евро.
Почтовые коды: 1340—1342, 1348. Телефонный код: 010.